# ディーフェンバッハ通り

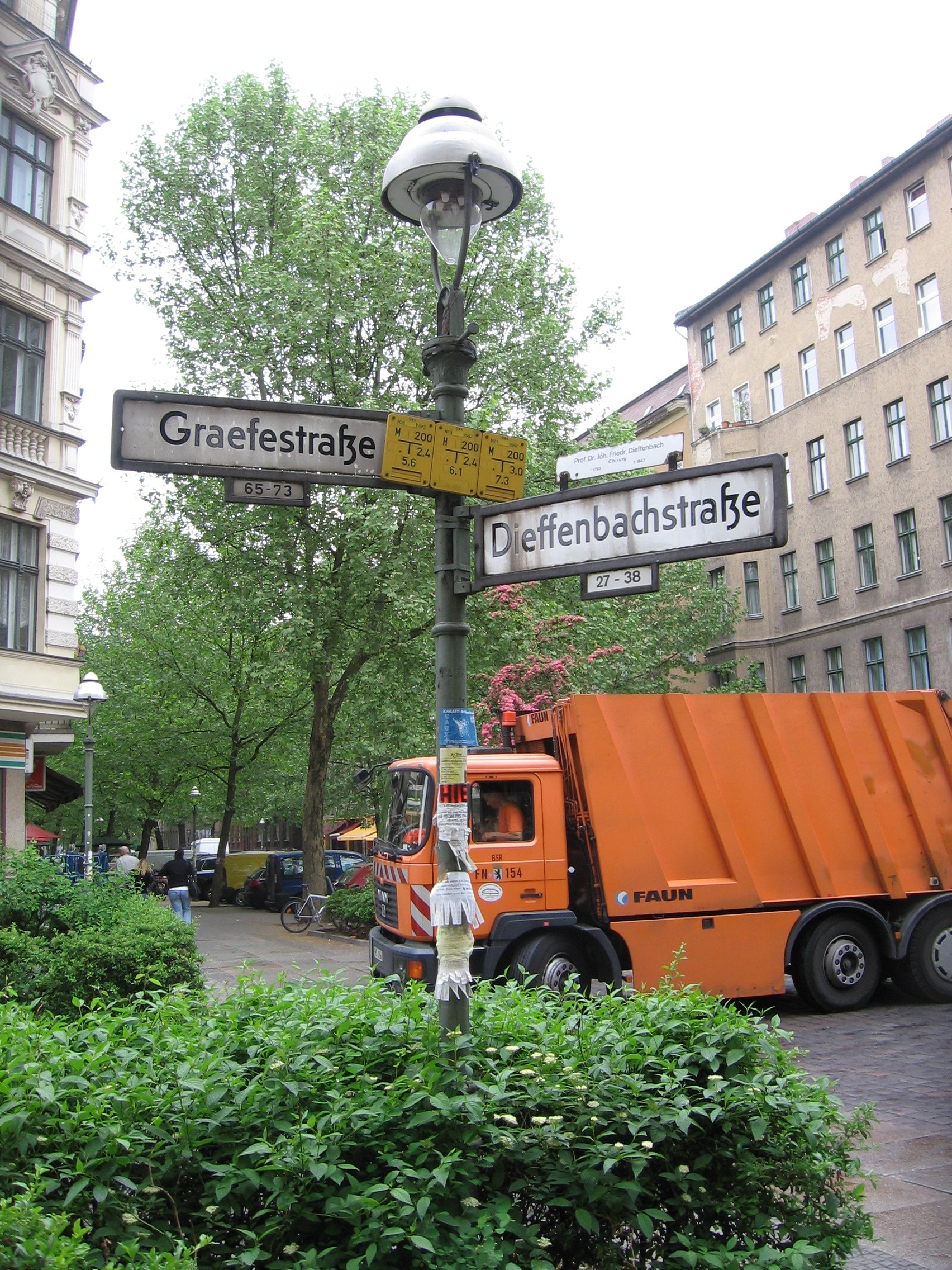
グレーフェ通りとの交差点

ディーフェンバッハ通り（ディーフェンバッハどおり）は、ベルリン・クロイツベルク地区にある道。名称は外科医ヨハン＝フリードリヒ・ディーフェンバッハに由来する。

## 地理
運河ランドウェア・カナル沿いの道プラン・ウーファーのウアバン・クランケンハウス病院（北緯52度29分39秒 東経13度24分31秒 / 北緯52.49417度 東経13.40861度）から、コットブッサー・ダム通り沿いの広場ホーエンシュタウフェン・プラッツまでを結ぶ。1875年設置、全長820ｍ。

## 特徴

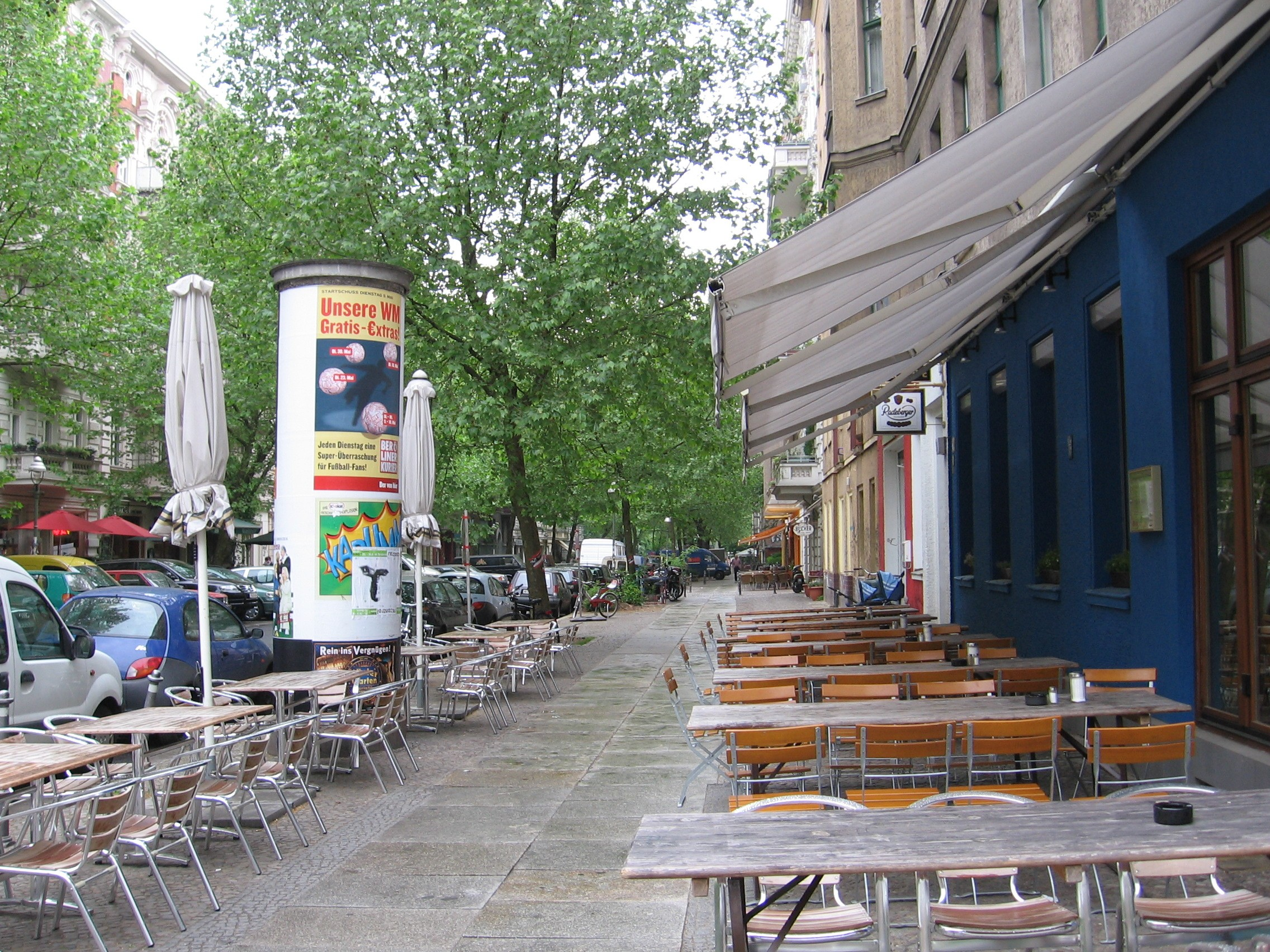
通りにあるカフェ

元々は数軒の店舗があるだけの静かな道であったが、1990年代頃から居酒屋やレストランが並ぶ外食産業の盛んな活気ある通りに変貌した。現在は富裕層向けの店舗も多く展開している。一方、クロイツベルク地区に特徴的な中庭の奥に工場を持つ建造物も多く、住居と手工業、また近年ではIT分野などの事務所が混在している。

## 住民
通りの東側はトルコ系移民が多く、グレーフェ通りとの交差点よりも西側にはドイツ系、西ヨーロッパ系住民が多い。2000年代以降は、子供を持つ家庭が増え、それに伴い保育所の数も増えた。

## 参照
- ベルリン-クロイツベルク地区の通りや広場一覧（ドイツ語版）